# SV Viktoria Elbing
Sportverein Viktoria Elbing – niemiecki klub piłkarski z siedzibą w Elblągu (niem. Elbing). Istniał w latach 1910–1945.

## Historia
Klub został założony w 1910 roku. W sezonie 1919/1920 wystąpił w finale okręgu Danzig-Westpreußen, będącego częścią rozgrywek regionalnej ligi Baltenverband. W kolejnych latach uczestniczył w rozgrywkach okręgów Ostpreußen oraz Grenzmark. W 1933 roku wszedł w skład nowo utworzonej Gauligi (grupa Ostpreußen), będącej wówczas najwyższą niemiecką ligą, jednak spadł z niej w sezonie 1933/1934. W następnym z powrotem awansował do Gauligi. Spędził w niej trzy sezony, po czym spadł z ligi w wyniku reorganizacji polegającej na połączeniu grup Gauligi – Allenstein, Danzig, Gumbinnen oraz Königsberg w jedną dywizję i zmniejszeniu liczby drużyn uczestniczących w rozgrywkach z 28 do 10.
W 1940 roku Viktoria rozpoczęła grę w nowo powstałej Gaulidze Danzig-Westpreußen. Występował w niej przez wszystkie pięć sezonów jej funkcjonowania. W 1945 roku w wyniku przyłączenia Elbląga do Polski, klub został rozwiązany.

## Występy w Gaulidze
| Liga                                    | Sezon     | Pozycja     |
| --------------------------------------- | --------- | ----------- |
| Gauliga Ostpreußen Gruppe I             | 1933/1934 | 7. (spadek) |
| Gauliga Ostpreußen Bezirksklasse Danzig | 1935/1936 | 4.          |
| Gauliga Ostpreußen Bezirksklasse Danzig | 1936/1937 | 4.          |
| Gauliga Ostpreußen Bezirksklasse Danzig | 1937/1938 | 4. (spadek) |
| Gauliga Danzig-Westpreußen              | 1940/1941 | 4.          |
| Gauliga Danzig-Westpreußen              | 1941/1942 | 4.          |
| Gauliga Danzig-Westpreußen              | 1942/1943 | 7.          |
| Gauliga Danzig-Westpreußen              | 1943/1944 | 5.          |
| Gauliga Danzig-Westpreußen              | 1944/1945 | brak danych |